# Carl Björling (skolledare)
Carl Björling, född 11 augusti 1837 i Gävle i Gävleborgs län, död 7 september 1920 i Katarina församling i Stockholm, var en svensk skolledare. 
Björling var son till biskopen i Västerås Carl Olof Björling. Han var rektor vid Katarina lägre allmänna läroverk i Stockholm 1876–1905 och inspektor för Katarina realskola 1906–1909.
Carl Björling var gift två gånger. Genom sonen Carl-Olof Björling blev han farfar till Renée Björling och Sigurd Björling. Han är begravd i familjegrav på Norra begravningsplatsen i Solna.